# L'Abatut (Arieja)
L'Abatut (francès Labatut) és un municipi francès, situat a la regió d'Occitània, departament de l'Arieja.